# Michel Lévy (Buchhändler)
Michel Lévy (* 20. Februar 1821 in Phalsbourg (Lothringen); † 4. Mai 1875 in Paris) war ein französischer Buchhändler. Zusammen mit seinem Bruder Kalmus erschuf er das Verlagshaus Calmann-Lévy.

## Leben
Michel Lévy war der jüngste Sohn des jüdischen lothringischen Hausierers Simon Lévy, der mit seinen Kindern 1826 nach Paris übersiedelte. Als 14-Jähriger verließ Michel das Konservatorium und beteiligte sich an der Gründung eines Handels mit Theaterstücken und einer Leihbibliothek, die sein Vater Simon und seine Brüder Kalmus (französisiert Calmann; * 1819; † 1891) und Nathan in der Rue Marie-Stuart im 2. Arrondissement von Paris eröffneten. Bald wurde Michel die Seele dieses Unternehmens. Als knapp 20-Jähriger gab er erstmals ein Büchlein heraus, nämlich das von Théophile Gautier stammende Libretto zum Ballett Giselle.
1841 gründete Michel Lévy eine Buchhandlung in der Passage du Grand-Cerf. Diese nahm einen solchen Aufschwung, dass er bereits 1845 eine Filiale in der Rue Vivienne gründen konnte, deren Auslage sich um einen Teil des Gebäudes der Nationalbibliothek entlangzog. In diesem Jahr beteiligte er seine beiden Brüder Calmann und Nathan Lévy, doch schied Letzterer 1850 wieder aus. Das Geschäft in der Rue Vivienne wurde zu einem Sammelpunkt literarischer Persönlichkeiten. 1871 fand eine abermalige Verlegung des stets an Bedeutung gewinnenden Geschäfts, und zwar nach der Rue Auber, statt.
Die Brüder Lévy, an deren Spitze Michel stand, waren die Verleger von Werken herausragender französischer Schriftsteller ihrer Zeit, so von jenen von Alexandre Dumas des Älteren und dessen Sohn Alexandre Dumas des Jüngeren, ferner von jenen von Honoré de Balzac, George Sand, Victor Hugo, Alphonse de Lamartine, Alfred de Vigny, Jules Janin, Octave Feuillet, Théophile Gautier, Edgar Quinet u. a. Von wissenschaftlichen Werken waren es François Guizots historische Schriften, Jules Michelets und Ernest Renans berühmte Bücher u. a., die aus ihrem Verlag hervorgingen. Auch ausländischen zeitgenössischen Schriftstellern wandten die Brüder Lévy ihre Aufmerksamkeit zu, und namentlich sind es Heinrich Heine, Hendrik Conscience, Thomas Macaulay und William Makepeace Thackeray, deren Kenntnis sie dem französischen Publikum durch gute Übersetzungen vermittelten.
Michel Lévy war der Schöpfer der billigen Ein-Franc-Bände, und die von ihm 1856 begründete und nach ihm benannte Collection Michel Lévy zählte bei seinem Tod bereits 1500 Nummern. Er erwarb sich durch diese große Verdienste um die Verbreitung guter und billiger Literatur in Frankreich. Auch gab er u. a. die Bibliothèque dramatique und das Théâtre contemporain illustré sowie Zeitschriften wie L’Entracte und L’Univers illustré heraus. 1873 wurde er in die Ehrenlegion aufgenommen. Als er am 4. Mai 1875 plötzlich im Alter von 54 Jahren in Paris starb, hinterließ er ein Vermögen von mehreren Millionen Francs. Er wurde auf dem Friedhof Père-Lachaise bestattet. Nach seinem Tod ging sein Geschäft in den Besitz seines Bruders Calmann Lévy über.